# 光徳寺 (さいたま市)

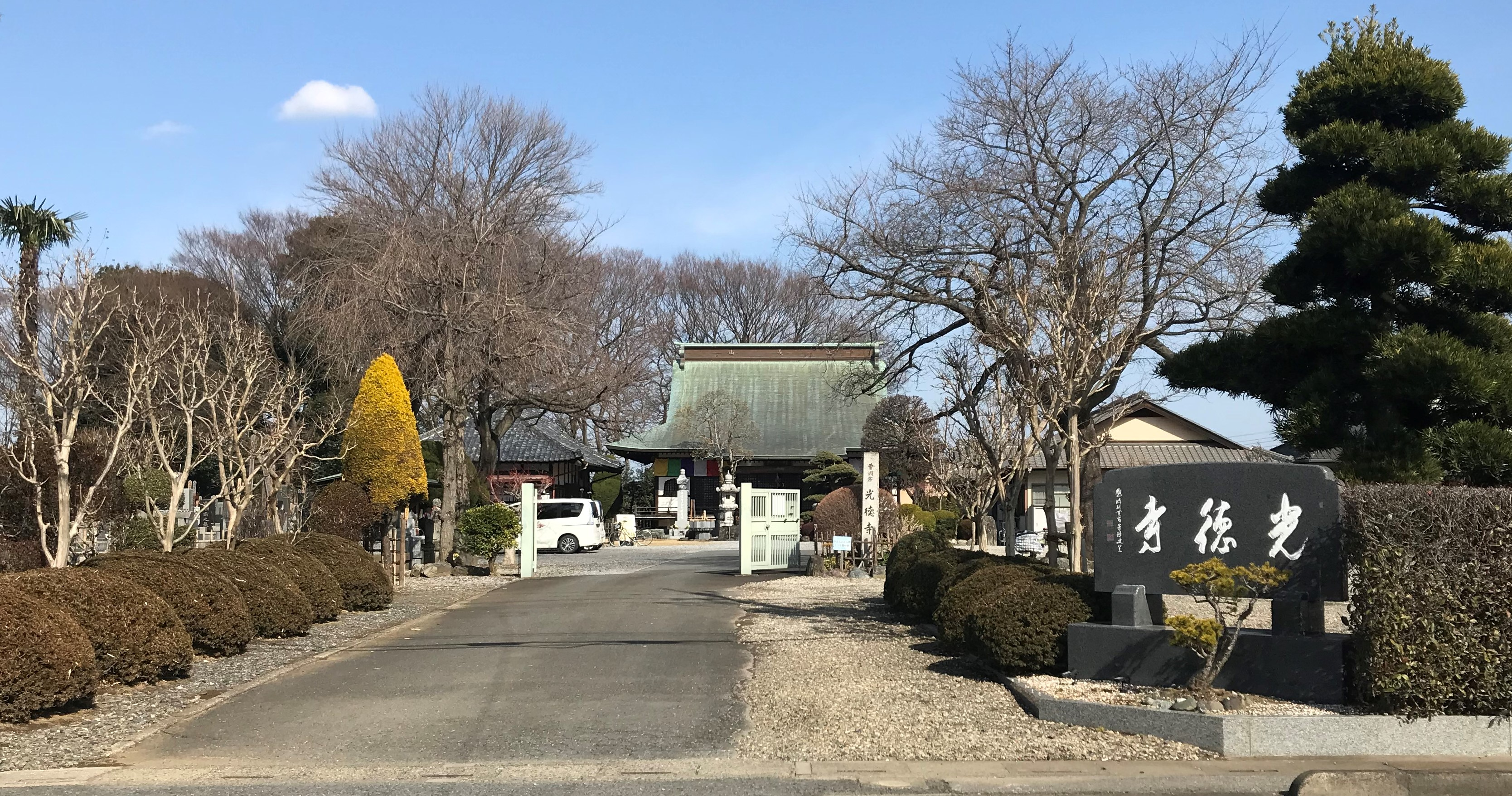
山門

光徳寺（こうとくじ）は、埼玉県さいたま市見沼区にある曹洞宗の寺院。

## 歴史
1595年（文禄4年）、快巌によって開山された。その後、江戸幕府第3代将軍徳川家光より寺領13石が与えられた。
当寺の本尊は、薬師如来と釈迦如来である。釈迦如来は創建四百年記念として、1995年（平成7年）に新たに奉安されたものである。

## 交通アクセス
- 路線バスさいたま東営業所停留所より徒歩15分。